# 松岡颯人
松岡 颯人（まつおか はやと、2005年4月14日 - ）は、大分県杵築市出身のプロサッカー選手。Jリーグ・大分トリニータ所属。ポジションはミッドフィールダー。

## 来歴
大分トリニータU-18在籍中の2022年、昨年に続いて天皇杯限定でトップチームに登録された。6月1日、天皇杯2回戦のFC神楽しまね戦で途中出場しトップチームデビューを果たした。9月2日に改めて2種登録選手として出場選手登録されリーグ戦も出場可能となったが、その後の公式戦出場機会は無かった。
2023年9月22日、来季からのトップチーム昇格決定が発表された。

## 所属クラブ
- OKY山香SC
- 大分トリニータU-15宇佐
- 2021年 - 2023年 大分トリニータU-18
  - 2021年8月 - 同年12月 大分トリニータ（2種登録選手 ※天皇杯のみ登録[5]）
  - 2022年6月 - 2023年 大分トリニータ（2種登録選手 ※2022年9月までは天皇杯のみ登録）
- 2024年 - 大分トリニータ

## 個人成績
| 国内大会個人成績 | 国内大会個人成績 | 国内大会個人成績 | 国内大会個人成績 | 国内大会個人成績 | 国内大会個人成績 | 国内大会個人成績 | 国内大会個人成績 | 国内大会個人成績 | 国内大会個人成績 | 国内大会個人成績 | 国内大会個人成績 |
| 年度             | クラブ           | 背番号           | リーグ           | リーグ戦         | リーグ戦         | リーグ杯         | リーグ杯         | オープン杯       | オープン杯       | 期間通算         | 期間通算         |
| 年度             | クラブ           | 背番号           | リーグ           | 出場             | 得点             | 出場             | 得点             | 出場             | 得点             | 出場             | 得点             |
| 日本             | 日本             | 日本             | 日本             | リーグ戦         | リーグ戦         | リーグ杯         | リーグ杯         | 天皇杯           | 天皇杯           | 期間通算         | 期間通算         |
| ---------------- | ---------------- | ---------------- | ---------------- | ---------------- | ---------------- | ---------------- | ---------------- | ---------------- | ---------------- | ---------------- | ---------------- |
| 2022             | 大分             | 46               | J2               | 0                | 0                | -                | -                | 1                | 0                | 1                | 0                |
| 2023             | 大分             | 46               | J2               | 0                | 0                | -                | -                | 1                | 0                | 1                | 0                |
| 2024             | 大分             | 36               | J2               | 1                | 0                | 1                | 0                | 3                | 0                | 5                | 0                |
| 2025             | 大分             | 36               | J2               |                  |                  |                  |                  |                  |                  |                  |                  |
| 通算             | 日本             | 日本             | J2               | 1                | 0                | 1                | 0                | 5                | 0                | 7                | 0                |
| 総通算           | 総通算           | 総通算           | 総通算           | 1                | 0                | 1                | 0                | 5                | 0                | 7                | 0                |

※2021年 2種登録選手としての公式戦出場は無し（背番号55）
出場歴
- Jリーグ初出場 - 2024年6月9日 J2第19節 モンテディオ山形戦（NDソフトスタジアム山形）